# Deutsche Montessori-Gesellschaft
Die Deutsche Montessori-Gesellschaft e. V. (DMG) ist ein im Jahr 1925 in Berlin von Clara Grunwald gegründeter eingetragener Verein. Seine Bezeichnung geht auf die italienische Reformpädagogin Maria Montessori (1870–1952) zurück.

## Sitz
Von der Gründung 1925 bis zum Verbot 1935 hatte der Verein seinen Sitz in Berlin. Heute hat der Verein seinen Sitz in der hessischen Landeshauptstadt Wiesbaden.

## Ziele
Laut Satzung dient der Verein gemeinnützigen Zwecken, indem er durch Förderung und Verbreitung der Montessori-Pädagogik entsprechend den Prinzipien der Association Montessori Internationale (AMI) mit allen zur Verfügung stehenden Mitteln dem deutschen Erziehungswesen dient. Dazu veranstaltet die DMG Vorträge, Kongresse, unterstützt Montessori-Einrichtungen und publiziert.

## Geschichte

### Deutsches Reich

#### Weimarer Republik
Die Gründung wurde seinerzeit durch das so genannte „Montessori-Komitee“ flankiert, das sich aus Pädagogen zusammensetzte. Dieses wurde später durch die Gesellschaft der Freunde und Förderer der Montessori-Methode in Deutschland abgelöst.
Bereits im Jahr ihrer Gründung veranstaltete die Gesellschaft den ersten Ausbildungskurs zur „Montessori-Methode“, einem reformpädagogischen Konzept. Außerdem gab die Gesellschaft eine eigene Publikation heraus, die Montessori-Nachrichten.
Anlässlich des ersten Besuchs von Maria Montessori in Deutschland (vermutlich 1931 oder 1932) wählte Clara Grunwald die von Toni Lessler (1874–1952) geführte Private Waldschule Grunewald als Veranstaltungsort für einen großen Empfang aus. Seit 1930 bestand an der Schule eine eigene Montessori-Klasse mit 32 Schülern und entsprechender Montessori-Ausstattung (Lehrmaterial, Mobiliar). Sie war damit die erste freie Privatschule Deutschlands, die das Montessori-Konzept umsetzte.
In den 1920er Jahren wurden in Berlin mehrere so genannte Volkskindergärten und Volkskinderhäuser eingerichtet, oft für benachteiligte Kinder. Außerdem wurden Montessori-Kinderhäuser, Montessoriklassen in Volksschulen (ab 1926) und die private Montessorischule in Berlin-Dahlem gegründet.
Zu Ende der Weimarer Republik bestanden in öffentlicher Trägerschaft etwa 24 Montessorikinderhäuser sowie eine nicht genau bekannte Zahl von Montessorischulen in der Trägerschaft der DMG.

#### Zeit des Nationalsozialismus
Die Montessoriklassen und -schulen wurden im April 1933 von den Nationalsozialisten im Sinne der von diesen betriebenen Gleichschaltung geschlossen. Das formelle Verbot der Montessoriarbeit folgte im November 1935.

### Bundesrepublik Deutschland
1952 wurde die DMG auf Anregung von Maria Montessori und unter aktiver Beteiligung ihres Sohnes Mario neu gegründet. Maria Montessori wurde Ehrenpräsidentin.

## Periodikum
Die DMG ist Herausgeber der Halbjahresschrift für Montessori-Pädagogik Das Kind.